# Радиотихая нейтронная звезда
Радиотихая нейтронная звезда (англ. Radio-quiet neutron star) — нейтронная звезда, которая по всей видимости не излучает в радиодиапазоне, но всё же наблюдается в других диапазонах электромагнитного излучения, особенно в рентгеновском и гамма-диапазонах.

## Общая информация
Большинство открытых нейтронных звёзд представляет собой пульсары, они излучают в радиодиапазоне. Около 700 радиопульсаров перечислено в Принстонском каталоге, все кроме одного излучают энергию на частотах 400 МГц и 1400 МГц. Исключением является Геминга, не испускающий излучение с частотами свыше 100 МГц, но она является мощным излучателем в рентгеновском и гамма-диапазонах.
В целом десять объектов считаются возможными радиотихими нейтронными звёздами, невидимыми в радиодиапазоне, но наблюдаются в рентгеновском и гамма-диапазонах. Признаком того, что объекты действительно являются нейтронными звёздами, является наличие высокого соотношения между рентгеновским излучением
и излучением на низких частотах, а также постоянный профиль рентгеновского излучения и совпадение по положению с гамма-источниками.

## Теоретические основы
Кварковые звёзды, теоретические подобные нейтронным звёздам объекты, состоящие из кваркового вещества, могут быть радиотихими, согласно некоторым теориям.
Более вероятно, однако, что радиотихие нейтронные звёзды могут просто представлять собой пульсары, не испускающие соответствующее излучение в направлении наблюдателя. Как представляется в теории, по мере вращения пульсара он испускает излучение с магнитных полюсов. Если магнитные полюса не находятся на оси вращения и в некоторый момент времени при вращении пересекают луч зрения наблюдателя, то наблюдатель видит вспышку излучения вблизи магнитных полюсов. Из-за вращения излучающего объекта вспышки наблюдаются с определённым временным промежутком, то есть в виде отдельных импульсов. Такой тип наблюдаемого излучения имеет сходство с излучением от маяка. Вероятно, магнитные полюса нейтронных звёзд не попадают на луч зрения земного наблюдателя в течение всего периода вращения.
Группа радиотихих нейтронных звёзд, неформально называемая Великолепной Семёркой, считается испускающей в основном тепловое излучение.
Возможно, некоторые мощные нейтронные звёзды, испускающие радиоизлучение, создают позитрон-электронный джет, при выбросе из звезды проходящий сквозь внешнее вещество в виде облака или аккрецированного вещества. Заметим, что некоторые радиотихие нейтронные звёзды, перечисленные в данной статье, не проявляют признаков наличия аккрецированного вещества.

### Магнетары
Магнетары, наиболее широко применяемое объяснение для источников мягких повторяющихся гамма-всплесков (SGRs) и аномальных рентгеновских пульсаров (AXPs), эти объекты обычно считают радиотихими. Тем не менее магнетары могут создавать радиоизлучение, но радиоспектр при этом выглядит плоским, лишь с некоторыми широкими импульсами переменной ширины.

## Список радиотихих нейтронных звёзд

### Рентгеновские тусклые изолированные нейтронные звёзды
Могут относиться к классам XDINS (X-ray Dim Isolated Neutron Stars, рентгеновских тусклые изолированные нейтронные звёзды), XTINS (X-ray Thermal Isolated Neutron Stars, рентгеновских тепловые изолированные нейтронные звёзды), XINS (X-ray Isolated Neutron Stars, рентгеновские изолированные нейтронные звёзды), TEINS (Thermally Emitting Neutron Star, нейтронные звёзды с тепловым излучением), INS (Isolated Neutron Stars, изолированные нейтронные звёзды).
Определяются как излучающие в тепловом диапазоне нейтронные звёзды с высоким магнитным полем, хотя и с более низким, чем у магнетаров. Обнаруженные в тепловом рентгеновском диапазоне, они считаются радиотихими.
- Группа из семи отдельных, физически схожих и относительно близких нейтронных звёзд, называемая Великолепной Семёркой. Состоит из[11]
  - RX J185635-3754[1][11]
  - RX J0720.4-3125[11]
  - RBS1556[11]
  - RBS1223[11]
  - RX J0806.4-4132[11]
  - RX J0420.0-5022[11]
  - MS 0317.7-6647[11]
- 1RXS J214303.7+065419/RBS 1774[10]

### Компактные центральные объекты в остатках сверхновых
Компактные центральные объекты в остатках сверхновых считаются радиотихими рентгеновскими источниками, окружёнными остатками сверхновой. Спектр излучения тепловой, магнитное поле меньше, чем у XDINSs и магнетаров.
- RX J0822-4300 (1E 0820-4247) в остатке сверхновой Корма A (SNR G260.4-3.4)[1].
- 1E 1207.4-5209 в остатке сверхновой PKS 1209-51/52 (SNR G296.5+10)[1][13]
- RXJ0007.0+7302 (в SNR G119.5+10.2, CTA1)[1]
- RXJ0201.8+6435 (в SNR G130.7+3.1, 3C58)[1]
- 1E 161348-5055 (в SNR G332.4-0.4, RCW103)[1]
- RXJ2020.2+4026 (в SNR G078.2+2.1, γ-Cyg)[1]

### Другие нейтронные звёзды
- IGR J11014-6103: убегающий пульсар, выброшенный из остатка сверхновой.